# Usul al-Fiqh
Les Usul al-Fiqh (ar. أصول الفقه) sont les principes utilisés pour pratiquer la jurisprudence islamique. Cette méthodologie permet d'inférer, à partir de sources définies comme légitimes, des règles nouvelles pour des cas encore inédits.

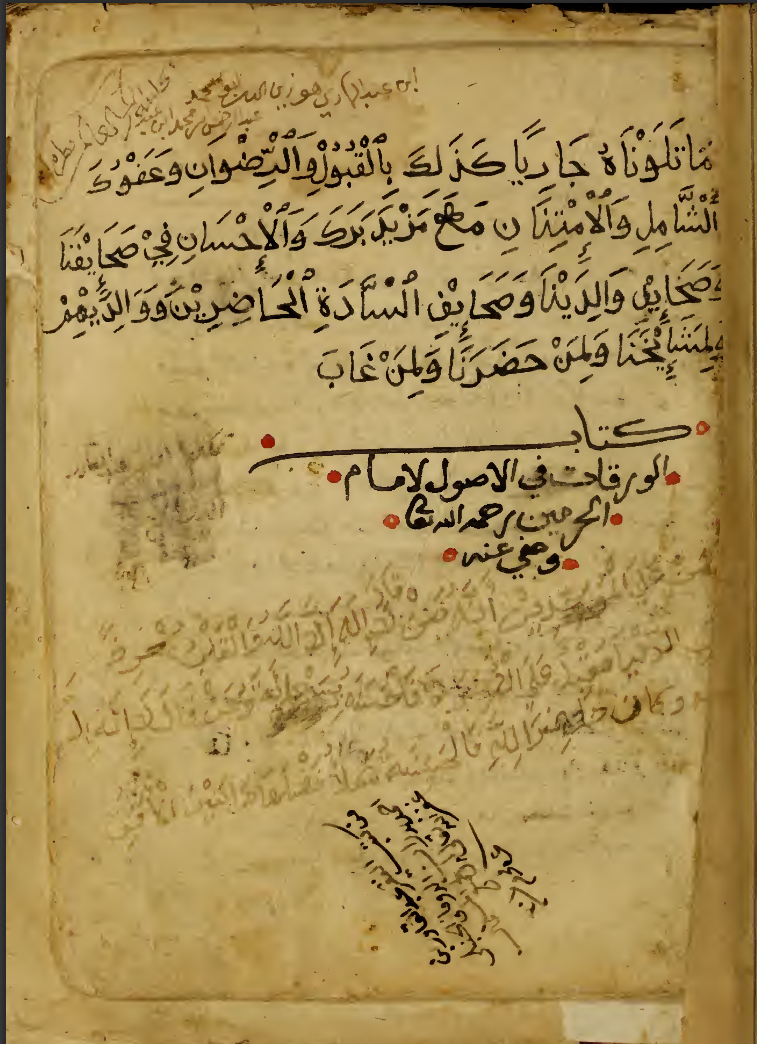
Manuscrit du Kitab al-waraqat, un manuel d'uṣūl al-fiqh de l'imām al-Juwaynī

## Définition
Le Kitab al-Waraqat, de l'imam al-Juwayni est un manuel destiné à des débutants. Il commence par donner une définition des usûl al-fiqh : « Al-Asl [pluriel : usûl], est la racine, qui sert de fondement à tout le reste ». « Le fiqh est la science de toutes les règles de la Shariah qui dérivent de l'ijtihad ». L'ijtihad peut être définie comme l'effort de déduction permettant de définir le statut légal d'un cas inédit, non mentionné dans les Textes, à partir d'un cas déjà connu. La notion d'effort est à la racine du mot ijtihad ; et le mot fiqh est de la même étymologie que le verbe comprendre. Voilà pourquoi on peut dire, comme Jeanine Ladjili-Mouchette, que "la science du droit musulman est une science de l’étude du texte, de l’exégèse".
Le rôle du docteur de la loi « consiste précisément à poser les règles de la découverte du jugement ou hukm à partir des adilla »[preuves]. Ces preuves, sont les sources.
Les usûl al-fiqh ont été codifiées par al-Shafi'ī dans Ar-Risāla fī Uṣūl al-Fiqh (Épître sur les fondements de la jurisprudence). Alors que les sectes se multipliaient autant que les interprétations divergentes, al-Shafi'i a souhaité définir des règles claires afin d'interdire l'arbitraire. Cependant, il a fait en sorte de ne pas supprimer complètement ces différences d'interprétations, afin de conserver un certain pluralisme, laissant la possibilité à plusieurs écoles de droit d'exister.

## Les Sources
Les sources se divisent traditionnellement en deux catégories :
Première catégorie d'une part, qui sont les sources fondamentales que sont le Coran et la sunna, le qiyas (ar. قياس), ou raisonnement par analogie, et l'idjma' (ar. إِجْمَاع), consensus des juristes qualifiés ou de la communauté (djama, arabe : الجماعه) sur un sujet donné à une époque donnée, pour une situation nouvelle dont les textes ne traitent pas. Ces quatre sources sont acceptées par les quatre écoles juridiques (ou madahib) sunnites (hanafite, malikite, chafi'ite et hanbalite) et sur ce point, il y a consensus sur la validité de ces quatre sources comme étant les sources fondamentales de la loi.
Deuxième catégorie, ce sont des sources dérivées qui viennent compléter ces 4 sources fondamentales, comme dans certains cas, le droit coutumier (urf), ou le principe de préférence (istihsan), ou bien le principe de présomption de continuité (istishâb), ou encore l'intérêt général (maslaha), l'istislah et bien d'autres.
Malgré leur accord sur les quatre sources fondamentales, les écoles de droit sunnites présentent chacune des particularités. Ainsi, le malékisme a recours à l'ijma, entendue comme consensus des gens de Médine. Tandis que le hanbalisme en a une vision plus réduite, puisque le consensus ne concerne que les Compagnons du Prophète. Le hanafisme a davantage recours à l'istihsan et à la raison que les hanbalites, qui se méfient du qiyās et privilégient la Tradition. Les chafiites se sont opposés à l'usage de l'istihsan, qu'ils jugeaient trop subjectif. Mais il ne consiste que dans le fait de préférer un qiyas à un autre. Ṣaraḫsī (m. 1096) le définit : « L'istihsan est tout autant une analogie que le qiyas lui-même. La seule différence est que le premier est une analogie cachée et plus forte ».
Selon le chiisme duodécimain, les sources de jurisprudence sont quatre : le Coran, la sunna (y compris sunnas des douze imams chiites et Fatima Zahra), ‘Aql (la raison) et Ijmâ'.

## Les types de règles
Chaque action humaine doit pouvoir être classée dans une catégorie. Dans l'islam sunnite, cette typologie fait l'objet d'un accord assez général. Que ce soit dans les quatre madahib (écoles ou courants), dans le Kitab al-Waraqat(p. 30-33) de Guwaynî (chaféite) ou dans le Discours décisif d'Averroès (malikite), qui exerçait la fonction de cadi au XIIe siècle, on retrouve cinq grandes catégories.
Ce qui est obligatoire (wâjib) : son accomplissement implique récompense dans l'Au-delà ; le non-accomplissement est puni.
Ce qui est recommandé ou préférable ou encouragé (mandûb) : l'accomplissement de l'action est récompensé, mais le non-accomplissement n'est pas puni.
Le permis ou toléré, ou indifférent (mubâḥ). N'est susceptible ni de récompense ni de châtiment.
Le blâmable ou désapprouvé (makrûh) : ne pas accomplir une telle action est récompensé ; pour autant, l'accomplir n'est pas puni.
L'interdit ou illégal (ḥaram ou mahzûr) : ne pas accomplir une telle action est récompensé ; mais l'accomplir est puni.
Quelques différences peuvent apparaître. Par exemple, al-Juwaynî ajoute les catégories valide et invalide. Il s'agit de préciser que l'action, pour être prise en considération, doit être accomplie dans les règles. Ces deux nouvelles classes sont donc relatives aux cinq précédentes et ne constituent pas une nouveauté essentielle.

## Les subdivisions des usul al-fiqh selon al-Juwayni
Le Kitab al-waraqat de l'imam al-Juwayni n'exprime que le point de vue d'un juriste sunnite chafiite. Mais, comme il s'agit d'un manuel destiné à des débutants, il présente l'intérêt d'un exposé simple et indépendant des idées personnelles de son auteur.

### Les types de connaissance
Après avoir défini les usul al-fiqh et les Sources du droit, al-Juwayni distingue deux types de connaissance. Il emprunte cette distinction à al-Ash'ari. Une connaissance peut être nécessaire ou acquise. La première découle de la perception sensible ; elle est nécessaire dans la mesure où on ne peut pas la nier sans mauvaise foi. La seconde est acquise par l'exercice de la raison(p. 39-40).

### Les types de discours
Le développement sur les types de discours attire l'attention sur l'importance d'une bonne maîtrise de la langue arabe, pour qui veut mettre en œuvre la méthodologie des usul al-fiqh, puisqu'elle s'appuie sur des sources scripturaires.
Dans cette partie, l'auteur distingue le sens littéral du sens figuré d'un énoncé. Il les définit ainsi : « Littéral signifie qu'il est utilisé dans le sens pour lequel il a été forgé (...) Inversement, un sens est figuré quand il est étendu au-delà de sa fonction d'origine ». Il distingue plusieurs formes de tropes et donne des exemples. Quand Allâh dit au Prophète : « Demande à la ville » (Coran, XII, 82), il faut bien sûr comprendre, par métonymie, que le Prophète doit s'adresser aux habitants de la ville. De même, quand Dieu parle d'un « mur qui veut s'écrouler » (Coran, XVIII, 77), il serait absurde d'en déduire que le mur est doué de volonté(p. 48-50).
Al-Juwayni examine les diverses façons dont peuvent être exprimées l'obligation ou la recommandation, qu'il est important de savoir distinguer. Il précise à qui s'adressent ces règles : seulement à celui qui est responsable (mukallaf). Ne sont pas concernés les enfants, les fous ni les oublieux(p. 57).
Un énoncé peut également être général ou particulier. Par exemple, un commandement peut s'adresser à tous, ou seulement une partie. Il est important de savoir reconnaître les discours qui expriment la généralité, et sur qui ou sur quoi porte la particularisation. En effet, il arrive souvent qu'un verset du Coran exprime une règle générale, et qu'un autre la précise en y ajoutant une spécification. Ou bien qu'un hadith (parole ou acte du Prophète) vienne préciser le sens d'un verset(p. 63 sq).
Au sujet des types de discours, al-Juwayni ajoute une distinction entre bayân et mujmal, qui ne recoupe pas tout à fait celle entre sens propre et sens figuré. Bayân signifie : clair ou explicite, tandis que mujmal peut être traduit par obscur ou ambigu. Le jurisconsulte devra savoir reconnaître ces dernières expressions et les interpréter afin de les rendre claires(p. 73-75).

### Méthodologie

#### L'abrogation
L'abrogation (naskh) est le fait d'annuler un commandement pour, éventuellement, mais pas obligatoirement, le remplacer par un autre. Par exemple, le verset II, 109 « À Dieu appartiennent le levant et le couchant ; de quelque côté que vous vous tourniez, vous rencontrerez  sa face » (trad. Kasimirski) indique que la direction (qibla) où se tourner pour la prière est sans importance. Mais les versets 142 à 144 abrogent le précédent : désormais, les fidèles doivent se tourner vers « l'oratoire sacré ». Bien sûr, le remplacement d'une loi par une autre ne peut être arbitraire et suit des règles :
- un verset du Coran peut être abrogé par un autre verset (si ce dernier est plus récent) ;
- un hadith peut être abrogé par le Coran ;
- un hadith peut être abrogé par un autre hadith[9](p. 83 sq) :
- un verset peut-il être abrogé par la Tradition (p. 92), à condition que celle-ci soit mutawātir (voir infra)? La question est controversée. Dans Les fondements du droit musulman, le commentateur dit qu'al-Juwayni l'autorise[9](p. 92). En revanche, la version en vers de al-Imriyti indique clairement : « And it is not permissible for a Sunnah to superseed the Book »[2](Ch. 10, p. 31).

La mise en œuvre de cette méthode suppose donc la connaissance des textes, mais aussi de leur chronologie.

#### Le général et le particulier
Un énoncé général peut être spécifié par un autre dont le sens est plus particulier. Par exemple, le verset « N'épousez point les femmes infidèles » (II, 221) est spécifié par le verset V, 5 qui autorise à épouser les femmes « d'entre ceux qui ont reçu les Écritures avant vous ». Un verset du Coran peut être spécifié par un autre verset, ou par la tradition ; la tradition par le Coran ou par un hadith ; enfin, un texte (verset ou hadith) peut être spécifié par l'analogie juridique (qiyās)(p. 68 sq).
Si deux énoncés sont en conflit, deux cas se présentent :
- les énoncés sont tous deux généraux, ou tous deux particuliers. Alors, il faut découvrir lequel a le plus de force (authenticité, antériorité, clarté).
- l'un est général et l'autre particulier ; alors, le particulier spécifie le général (ibid., p. 92 sq).

#### L'ijma'
« Ijma » redirige ici.  Pour le cours d'eau de Russie, voir Ijma (rivière).

L'ijma` (en arabe : إِجْمَاعٌ [idʒˈmaːʕ], ʾiǧmāʿ, accord ; consensus) est une des sources du droit musulman, après le Coran et la sunna. Les écoles juridiques (madhhabs) lui accordent une place plus ou moins grande. Le consensus est généralement compris comme celui des oulémas spécialistes du domaine dont il est question. Une règle de droit prise par ce procédé ne peut en aucun cas contredire le Coran ou la sunna.
Les écoles juridiques sunnites, largement majoritaires aujourd'hui, admettent cette règle du consensus notamment en vertu du hadith suivant : « Ma communauté ne se réunira pas sur une erreur »(rapporté par At-Tirmidhî).
Les écoles se divisent à propos de savoir de qui l'accord doit être reconnu : 
- le malékisme ne reconnaît que l'ijma' des compagnons de Mahomet (les sahabas, témoins de sa vie) et des suivants de Médine (cf. le hadîth « L'Islam reste attaché à Médine comme le serpent à son trou »)[12] ;
- les hanbalites ne reconnaissent que celui des compagnons de Mahomet[12] ;
- les chiites (en particulier les imamites et les zaidites) n'admettent que l'avis collectif des descendants de Mahomet[12].

#### Les hadiths
Les hadiths sont une source importante puisqu'ils constituent la Sunna ou tradition, qui permet de compléter et éclairer le Coran. C'est l'ensemble des actes et paroles du Prophète rapportés par des témoins. Mais tous les hadiths n'ont pas la même valeur. Cette partie des usul al-fiqh, les usul al-hadith, constituent une science à part entière, qui a à voir avec la science de l'information, puisqu'il s'agit de trier, classer et hiérarchiser des sources. La fiabilité d'un hadith dépend : de la fiabilité du témoin (réputation du Compagnon de Muhammad) ; de la continuité de la chaîne des témoins (si la chaîne des témoins ou isnad est ininterrompue et permet de remonter jusqu'à l'époque du Prophète, c'est mieux) ; du nombre des témoins.
En annexe du commentaire qu'il donne du Al-Waraqat, M. Nabeel Musharraf explique en détail  comment les hadiths sont hiérarchisés.
On peut les classer d'abord en fonction de l'autorité qui est à l'origine du hadith. Les hadiths ne rapportent pas tous les paroles du Prophète. En ce cas, on les qualifie de hadith marfu'. Mais il y a aussi une quarantaine de hadith qudsi, qui expriment directement la parole divine. Aussi des hadiths mauquf, qui rapportent la parole d'un Compagnon (un contemporain du Prophète) et les hadiths maqtu', qui rapportent la parole d'un Successeur (de la génération suivante).
D'un autre point de vue, celui du nombre des rapporteurs, les hadiths peuvent être hiérarchisés comme suit :
- un hadith mutawātir (متواتر) est transmis par un grand nombre de témoins indépendants (au moins cinq[14]), de sorte que le soupçon de collusion peut être écarté ;
- un hadith āhād (احاد : isolé) est rapporté par un faible nombre de témoins ; dans cette catégorie, on distingue :
  - un hadith Mash'hur est rapporté par plus de deux témoins, mais moins de dix ;
  - un hadith aziz est rapporté par deux témoins ;
  - un hadith gharib est rapporté par un seul témoin.

Al-Ghazalî, chaféite comme son maître al-Juwaynî, précise que le contenu de la tradition ne doit pas être altéré pendant la transmission d'une génération à une autre, et que le nombre de transmetteurs requis doit être atteint à chaque génération.
À cette classification s'ajoute la hiérarchie en fonction de la continuité de la chaîne  traditionnelle (isnad) : un hadith peut être dit musnad si la chaîne permet de remonter de façon ininterrompue jusqu'à la source ; muttasil si la tradition permet de remonter de façon ininterrompue, mais seulement jusqu'à un Successeur ou un Compagnon ; mursal s'il manque le lien entre le Successeur et le Prophète ; munqati' lorsqu'il manque un chaînon après le Successeur ; mu'adal : il manque plusieurs liens ; mu'allaq : c'est toute la chaîne qui fait défaut, c'est-à-dire que le rapporteur cite directement le Prophète sans indiquer d'où il tient cette tradition.
Une autre hiérarchisation vient encore compliquer la tâche. Tous les témoins ne se valent pas. Certains sont connus pour avoir bonne mémoire, d'autres au contraire pour s'être parfois trompés. On distinguera donc les hadiths sahih (fiable), hasan (bon), da'if (faible) et maudu' (falsifié, inventé de toutes pièces).
Ces distinctions permettent de comprendre de quoi il est question lorsque le prince Mohamed Ben Salmane parle de réformer la chariʿ en Arabie Saoudite. À cause du manque de certitude sur l'authenticité de certains hadiths, des théologiens et des juristes ont parfois appliqué des règles plus strictes, voire radicales. Ainsi, les mu'tazilites exigeaient vingt témoins pour juger un hadith authentique. An-Nazzam et Ibn Hanbal rejettent complètement la Sunna, considérant que les hadiths douteux jettent le discrédit sur l'ensemble.

#### Le qiyās ou raisonnement par analogie
Il consiste à rapporter un cas inédit à un précédent en fonction d'un lien commun(p. 113).

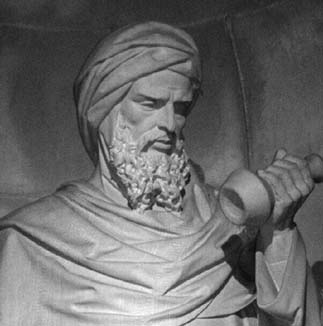
Averroès, en tant que grand cadi de Cordoue, était autorisé à donner des avis juridiques.

Le terme qiyâs (قياس [qiyās], « analogie », « référence » ou « syllogisme ») désigne un type de raisonnement utilisé par les juristes musulmans pour déterminer la solution d'un problème de droit (fiqh, jurisprudence islamique) non prévu par les textes du Coran et de la sunna.
Al-Ghazali le définit : « La déduction des règles du droit par le raisonnement » (Al-Mustasfa, I, 4). Il ne le considère pas comme une source du droit à part entière, mais comme une source secondaire, dans la mesure où l'analogie ne fait que s'appuyer sur les sources.
L'importance de cette méthode comme source du droit musulman est variable selon les écoles d'interprétation (madhhab). Elle s'appuie, notamment, sur un verset du Coran (LIX,2) qui précise : « Vous qui avez du jugement, prenez exemple », et sur le verset IV, 43, qui autorise l'ablution avec du sable lorsque l'on manque d'eau (appelée aussi ablution sèche ou Tayammum   ). Le prophète de l'islam, Mahomet, lui-même aurait habilité le gouverneur du Yémen, Mu'adh ben Djabal, « à faire de son mieux » s'il ne trouvait pas de solution appropriée dans le Coran et la sunna,.

## Compétences requises pour le jurisconsulte
Cette section devrait être déplacée dans l'article Ijtihad.
Pour plus d’informations, se reporter en page de discussion. (avril 2024)
Al-Juwayni, dans son manuel, répond à la question : qui est qualifié pour exercer l'ijtihad ? Quelles compétences sont nécessaires pour être mujtahid, c'est-à-dire autorisé à pratiquer l'ijtihad ? Le mujtahid doit premièrement maîtriser le Coran et la Sunnah (composée des hadiths ou actes et paroles du Prophète). Il doit connaître la doctrine de sa propre école, et être informé des controverses. Mais il faut aussi qu'il connaisse les règles selon lesquelles pratiquer l'exégèse, résoudre les contradictions apparentes entre plusieurs sources et savoir hiérarchiser ces sources. Cela nécessite en outre une bonne maîtrise de la grammaire et de la langue arabes, la connaissance des hadiths, et de l'histoire de leur transmission. Les usul al-hadith sont déjà une science à eux seuls,.
Par conséquent, n'importe qui ne peut pas pratiquer l'ijtihad. Ceux qui ne le peuvent pas doivent pratiquer le taqlid ou imitation : choisir l'un des quatre rites, et lorsqu'ils rencontrent un cas non prévu, consulter le mufti (jurisconsulte) et s'en remettre à son jugement.

## Les livres sur le sujet de Usul

### Ouvrage Chiisme
- Kéfayat al-Usul (arabe: کفایه الاصول) de Akhund Khorasani

- Faraéd al-Usul  (arabe: فرائد الاصول) de Morteza Ansari
- Usul-é Fiqh de Muhammad Rida al-Muzaffar

### Ouvrage Sunnite
Al-Juwayni, Kitâb al-Waraqât fî usûl al-fiqh : Les fondements du droit musulman : Sources, définitions et procédés qui mènent à l'élaboration des lois et des fatwas en islam. Iqra, 2018.  (ISBN 978-2916316802).